# Le Grand Chef (film, 1955)
Pour les articles homonymes, voir Le Grand Chef.
Pour plus de détails, voir Fiche technique et Distribution.
Le Grand Chef (titre original : Chief Crazy Horse) est un film américain réalisé par George Sherman, sorti en 1955.

## Synopsis

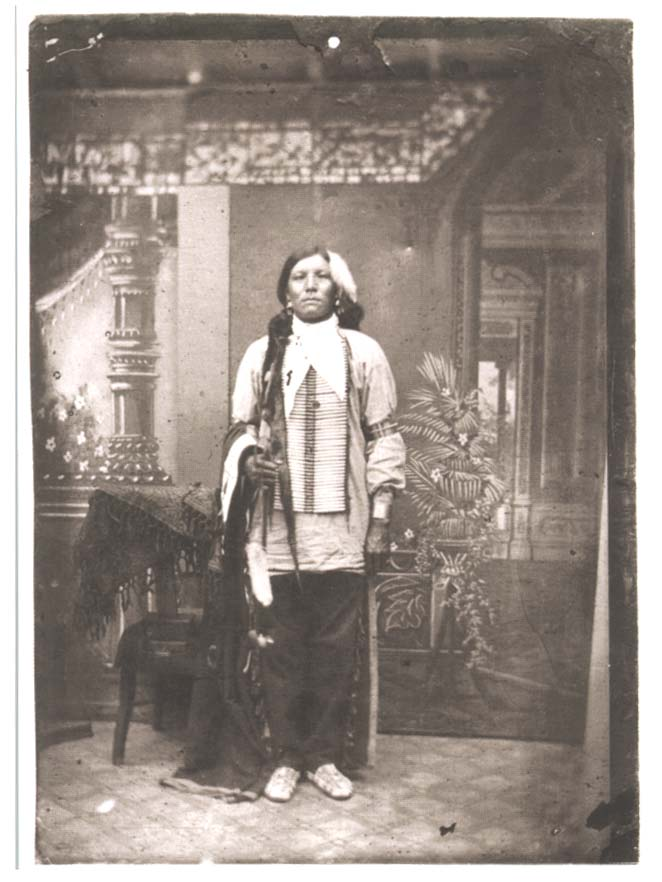
Photographie supposée de Crazy Horse en 1877.

Évocation de la vie du chef sioux Crazy Horse, valeureux et visionnaire.

## Fiche technique
- Réalisation : George Sherman
- Scénario : Franklin Coen et Gerald Drayson Adams
- Producteurs : William Alland, Leonard Goldstein
- Costumes : Rosemary Odell
- Montage : Al Clark
- Dates de sortie : 
  - États-Unis : avril 1955
  - France : 23 décembre 1955
- Musique : Frank Skinner

## Distribution
- Victor Mature (VF : Jean Davy) : Crazy Horse
- Suzan Ball : Black Shawl
- John Lund : Major Twist
- Ray Danton (VF : Georges Aminel) : Little Big Man
- Keith Larsen : Flying Hawk
- James Westerfield (VF : Claude Péran) : Caleb
- Robert Warwick (VF : Jacques Berlioz) : Spotted Tail
- Morris Ankrum (VF : Jean-Henri Chambois) : Red Cloud
- Robert F. Simon (VF : Maurice Dorléac) : Jeff Mantz
- Stuart Randall (VF : Lucien Bryonne) : le vieil homme effrayé
- Dennis Weaver : Major Carlisle